# Gymnoscelis upolensis
Gymnoscelis upolensis är en fjärilsart som beskrevs av Hans Rebel 1915. Gymnoscelis upolensis ingår i släktet Gymnoscelis och familjen mätare. Inga underarter finns listade i Catalogue of Life.